# Betchat
Betchat település Franciaországban, Ariège megyében. Lakosainak száma 356 fő (2022. január 1.). Betchat Bagert, La Bastide-du-Salat, Bédeille, Cérizols, Fabas, Lacave, Mercenac, Prat-Bonrepaux, Cassagne, Marsoulas, Touille és Escoulis községekkel határos.

## Népesség
A település népességének változása:
| Lakosok száma | 418  | 307  | 314  | 348  | 319  | 308  | 333  | 350  | 354  | 356  |
|               | 1968 | 1982 | 1990 | 2006 | 2013 | 2015 | 2017 | 2019 | 2020 | 2022 |